# Ringstedt
Ringstedt è una frazione della città tedesca di Geestland, nella Bassa Sassonia.

## Storia
Il 1º gennaio 2015 il comune di Ringstedt venne fuso con gli altri sette comuni associati nella Samtgemeinde Bederkesa (Bad Bederkesa, Drangstedt, Elmlohe, Flögeln, Köhlen, Kührstedt e Lintig) e con la città di Langen, formando la nuova città di Geestland.